# Thomas Florin
Thomas Adolf Florin (* 1966 oder 1967) ist ein deutscher verurteilter Mörder in Namibia. Sein Fall gilt als einer der berüchtigtsten in der namibischen Kriminalgeschichte und brachte ihm den Beinamen Swakop butcher, Fleischer von Swakopmund, ein.
Florin war Koch und lebte in der Küstenstadt Swakopmund, gemeinsam mit seiner zur Tatzeit 30-jährigen Frau Monika und den zwei gemeinsamen Kindern.

## Tat, Prozess und Urteil
Die Ehe war zerrüttet. Hauptstreitpunkt soll der Entzug der Aufenthaltsgenehmigung von Thomas Florin gewesen sein. Seine Frau Monika verbot ihm, die beiden gemeinsamen Kinder mit nach Deutschland zu nehmen.
Florin soll seine Ehefrau am 2. oder 3. Juni 1998 im Haus des Ehepaars in Swakopmund mit mindestens zwei Schlägen eines stumpfen Gegenstandes gegen den Kopf getötet haben. Daraufhin zerstückelte er die Leiche, kochte Teile dieser und verstecke die sterblichen Überreste auf dem Dachboden.
Er stritt die Tat stets ab.
Florin erhielt am 6. Dezember vom Vorsitzenden Richter Pio Teek den Schuldspruch wegen Mordes, Leichenschändung und Justizbehinderung. Am 22. Dezember wurde das Strafmaß einer lebenslangen Freiheitsstrafe verkündet. Eine Freilassung nach weniger als 15 Jahren wurde vom Richter ausdrücklich ausgeschlossen.

## Freilassung
2013, 14 Jahre nach seiner Verurteilung, bemühte sich Florin erstmals um seine Freilassung, obwohl diese laut Urteil frühestens nach 15 Jahren in Frage kommen konnte. Mit seinem Antrag auf Freilassung gestand Florin erstmals die Tat vollumfänglich ein. Bei seinem Antrag bezog sich Florin auf das gültige Gesetz, das eine lebenslange Haftstrafe mit 20 Jahren festsetze, wobei nach der Hälfte der Zeit ein Antrag auf frühzeitige Entlassung gestellt werden könne. Gleichzeitig wurde eine Klage von 20 zu lebenslanger Haft verurteilten Personen eingereicht, um diese Regel durchzusetzen. Diese wurde im Juli 2014 abgelehnt, wodurch auch Florin kein Anrecht hierauf hatte.
2016 wurde das Recht auf eine Freilassung nach der Hälfte der zu verbüßenden Strafe grundsätzlich anerkannt. Für Florin war aber im ursprünglichen Urteil ausdrücklich eine mindestens 15 Jahre lange Haftstrafe festgeschrieben.
Am 4. März 2022 wurde ein erneuter Antrag auf Freilassung abermals abgewiesen.
Ende 2023 stellte er einen weiteren Antrag zur Freilassung.